# Oricia (notodontídeos)
Oricia (Arctiidae) é um gênero de traça pertencente à família Arctiidae.